# Datteln-Hammkanaal
Het Datteln-Hammkanaal (Duits: Datteln-Hamm-Kanal, ook wel tot DHK afgekort) is een scheepvaartkanaal in Duitsland, in de deelstaat Noordrijn-Westfalen. Het loopt parallel aan de Lippe en is in 1914 aangelegd om de vrachtscheepvaart in het Ruhrgebied een alternatief voor de moeilijk bevaarbare Lippe te bieden.

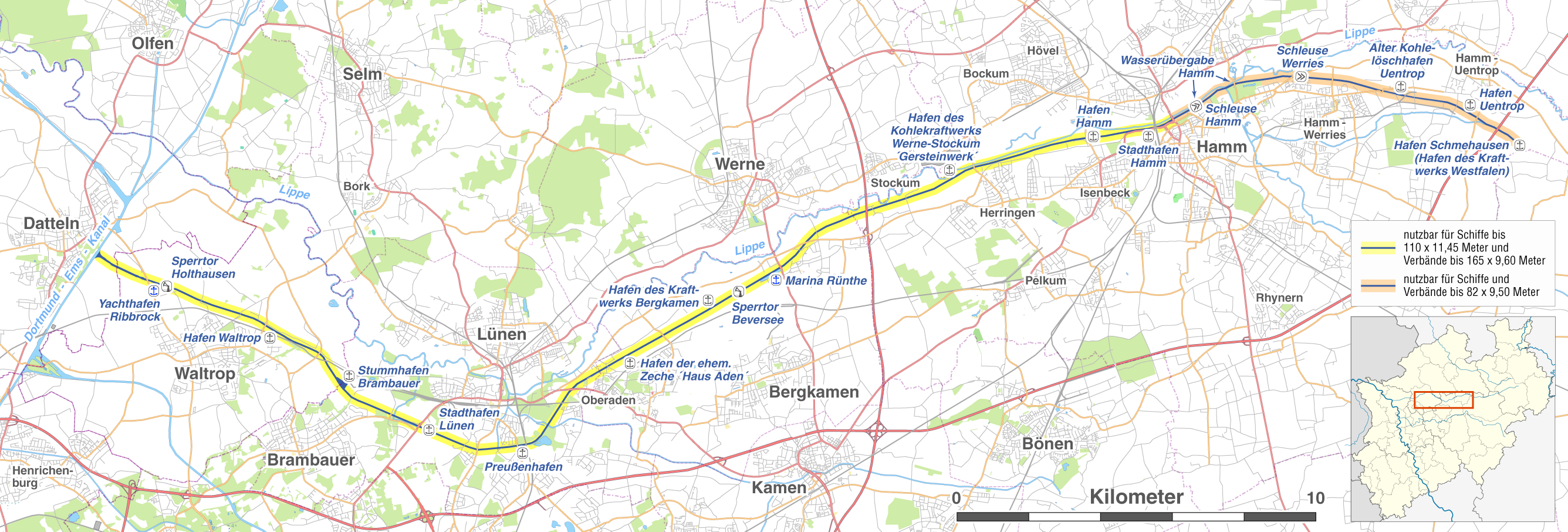
Kaart

## Beschrijving
Het kanaal is 47.145 meter lang en loopt (van oost naar west) langs Hamm, tussen Werne en Bergkamen door, langs Lünen, Waltrop en Datteln. Het waterpeil is aan de oostkant voorbij Hamm hoger dan aan de westkant, waar het eindigt in het Dortmund-Eemskanaal bij Datteln,
Zie bovenstaande kaart: het westelijke gedeelte, met gele rand, heeft CEMT-klasse Vb, het stuk ten oosten van de spoorbrug te Hamm, met oranjeroze rand,  CEMT-klasse IV.
In 1994 is met de vernieuwing van het sterk verouderde en voor moderne vrachtschepen te ondiepe DHK begonnen. Daarbij moeten bijvoorbeeld alle sluizen in en bruggen over het kanaal worden vervangen. Dit miljardenproject moet rond 2025 gereed zijn.
In het kanaal liggen twee sluizen, beide in de buurt van Hamm. Een van de twee sluizen te Hamm is voorzien van een speciale waterbouwkundige voorziening, die de naam Wasserübergabe Hamm draagt. Hier kan naar behoefte water van het kanaal in de Lippe of omgekeerd worden gepompt.
Ook is er een tweetal Sperrtore in het kanaal. Een Sperrtor is een, meestal stalen, deur, waarmee het kanaal bij gevaar voor een overstroming of juist als in een deel van het kanaal de waterstand gevaarlijk laag is, geheel afgesloten kan worden.

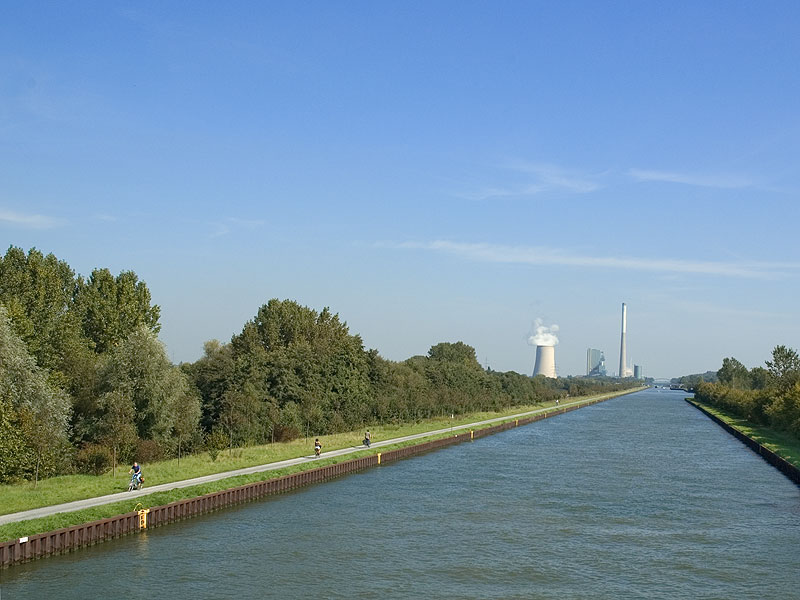
Langs het kanaal t.h.v. Bergkamen
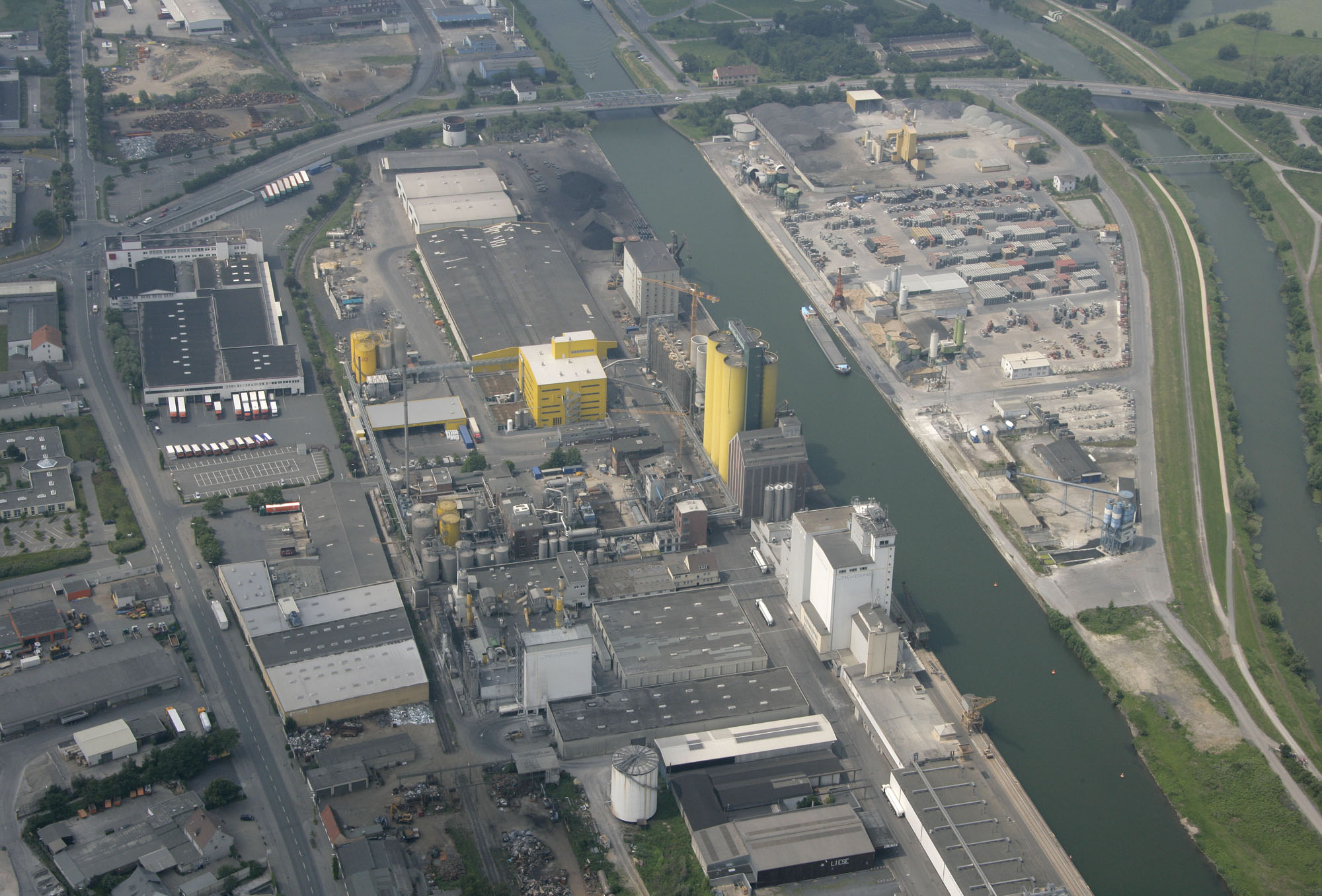
Binnenhaven te Hamm
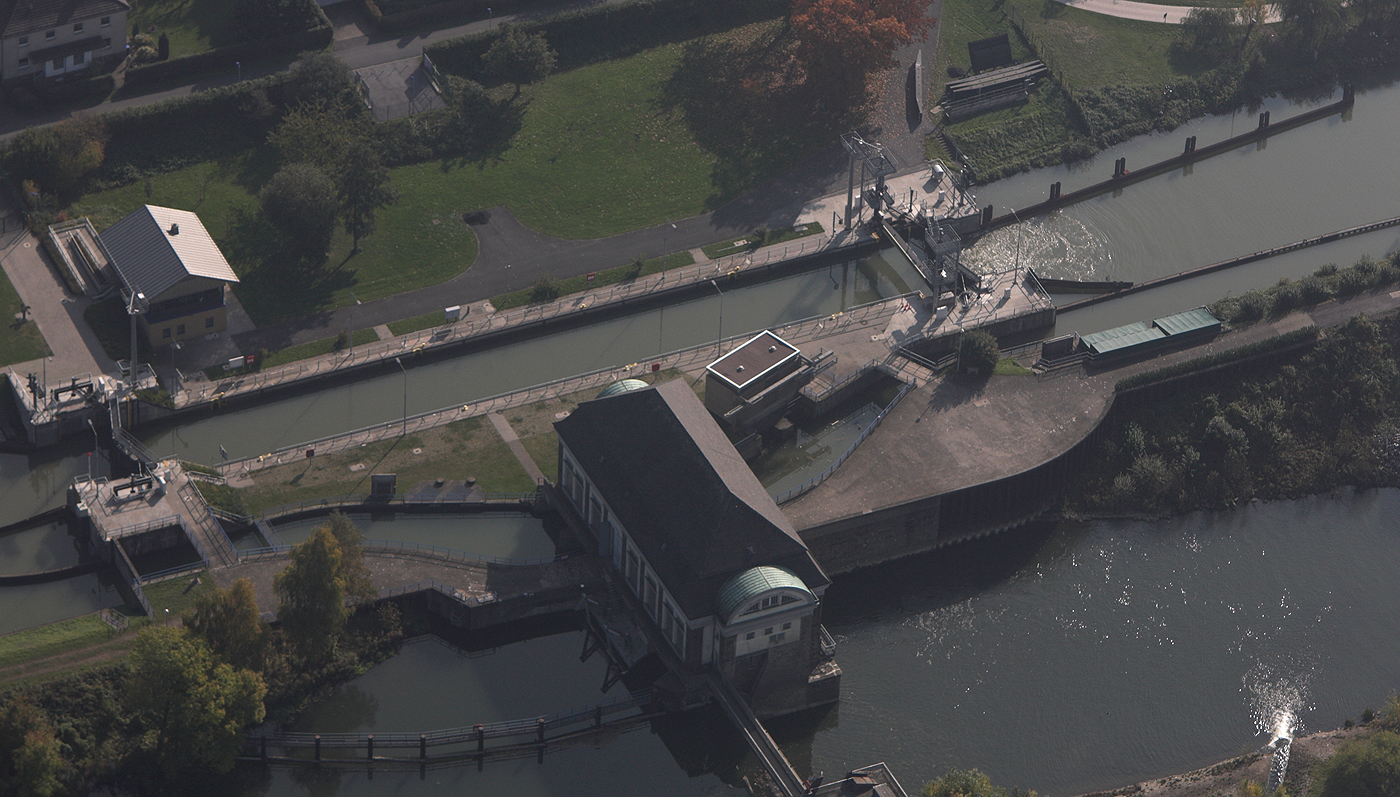
Sluis en Wasserübergabe Hamm. Middenin de foto het DHK, onder de Lippe.
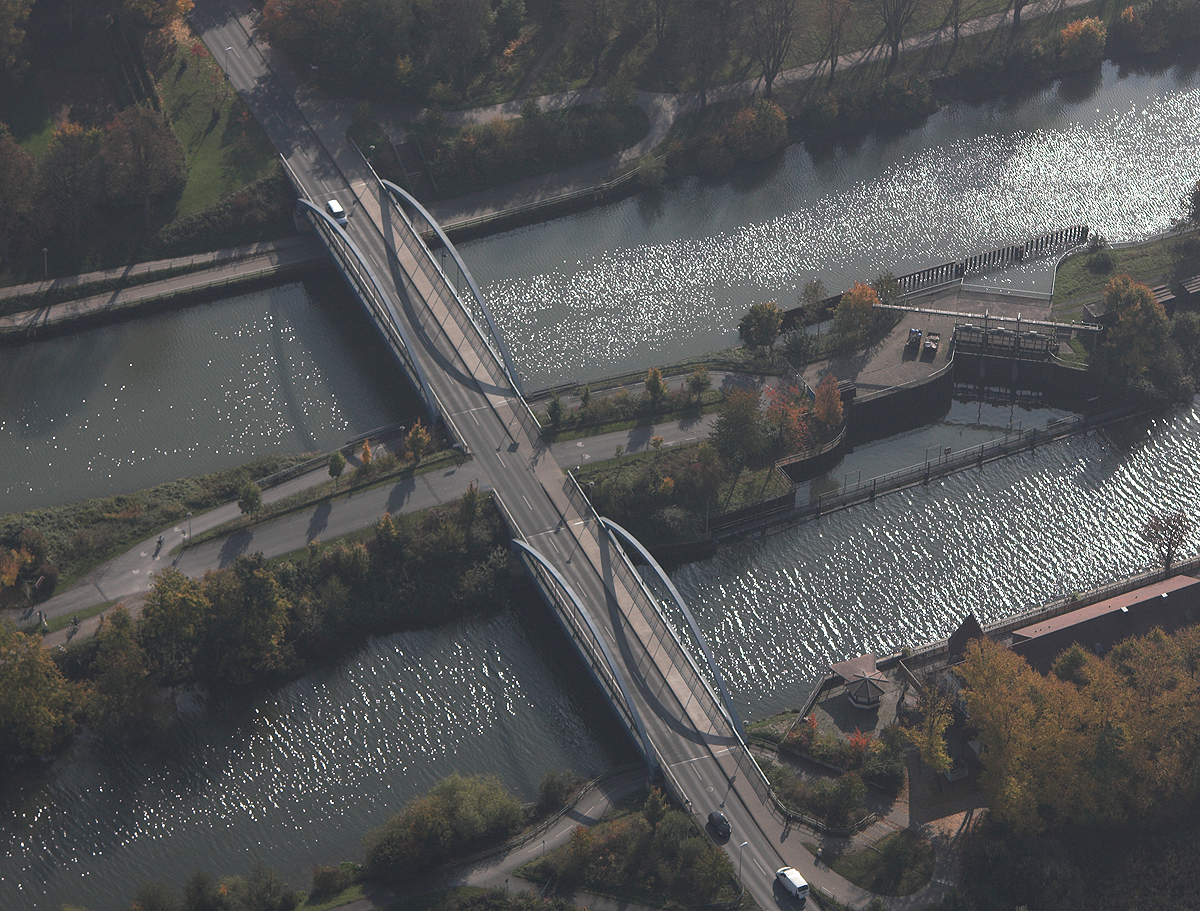
Brug en  Wasserübergabe Hamm. Middenin de foto het DHK, onder de Lippe.
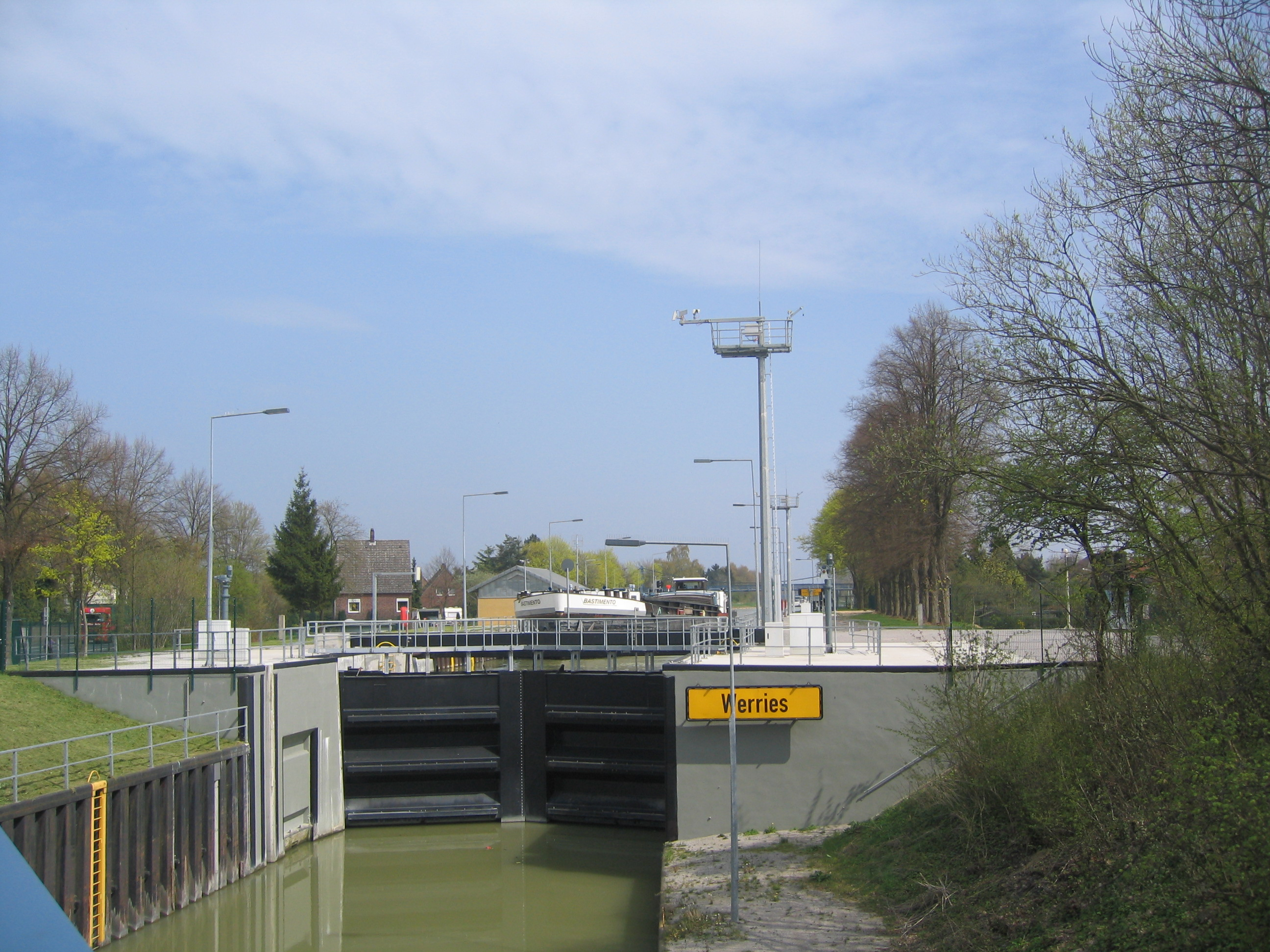
Sluis Werries te Hamm